# Кірісілм
Кі́рісілм (ест. Kirisilm) — природне озеро в Естонії, у волості Ляене-Сааре повіту Сааремаа.

## Розташування
Кірісілм належить до Західно-острівного суббасейну Західноестонського басейну.
Озеро лежить на півострові Кууснимме, на північний захід від села Кууснимме.
Акваторія водойми входить до складу національного парку  Вільсанді.

## Опис
Загальна площа озера становить 1,4 га. Довжина берегової лінії — 516 м.